# Liste d'élections en 1789
Chronologie des élections
- 1785
- 1786
- 1787
- 1788
- 1789
- 1790
- 1791
- 1792
- 1793

Cet article recense les élections organisées durant l'année 1789.

Au XVIIIe siècle, seuls trois pays organisent des élections nationales, au sens de consultations populaires : le Royaume de Grande-Bretagne, à partir de sa formation en 1707 ; les États-Unis d'Amérique, qui proclament leur indépendance en 1776 durant la Révolution américaine ; et la France à la suite de la Révolution française de 1789. À ceux-ci, il faut ajouter le Royaume d'Irlande, État officiellement distinct du Royaume de Grande-Bretagne et doté de son propre parlement. Seule la France (à partir de 1792) applique le suffrage universel masculin ; en Grande-Bretagne, aux États-Unis et en Irlande, le suffrage censitaire s'applique. En Irlande, par ailleurs, le droit de vote est réservé aux protestants, excluant la majorité catholique.

## Élections nationales en 1789
| Date                                | État              | Élection ou référendum                  | Contexte | Résultat |
| ----------------------------------- | ----------------- | --------------------------------------- | --- | --- |
| 30 septembre 1788 - 22 janvier 1789 | États-Unis        | Législatives (Sénat) (en)               | | Cette section est vide, insuffisamment détaillée ou incomplète. Votre aide est la bienvenue ! Comment faire ?                                                                    |
| 24 novembre 1788 - 5 mars 1789      | États-Unis        | Législatives                            | Premières élections législatives, consécutives à l'adoption de la Constitution des États-Unis en 1787. Chaque État détermine la date de ses élections, qui se déroulent du 24 novembre 1788 au 5 mars 1789, soit jusqu'à un jour après le premier congrès des États-Unis le 4 mars 1789. Elles coïncident avec l'élection présidentielle. Les règles électorales ne sont pas harmonisées entre les différents États de la fédération. | Cette section est vide, insuffisamment détaillée ou incomplète. Votre aide est la bienvenue ! Comment faire ?                                                                    |
| 15 décembre 1788 - 5 mars 1789      | États-Unis        | Présidentielle                          | Les règles électorales ne sont pas harmonisées entre les différents États de la fédération ; certains n'organisent pas de scrutin populaire pour la présidentielle. Au total, seule une infime minorité de la population adulte est invitée à participer à l'élection présidentielle. | George Washington est déclaré élu le 6 avril. Ses partisans, regroupés en une faction informelle, disposent d'une majorité de sièges à la Chambre des représentants et au Sénat. |
| janvier 1789 - avril 1789           | Royaume de France | Élection des députés aux États généraux | Les États généraux sont une assemblée extraordinaire convoquée par le roi pour traiter des problèmes du royaume. Ils rassemblent les représentants du clergé, ceux de la noblesse élus au suffrage direct, et les députés du Tiers état, élus au suffrage indirect à deux niveaux par un corps électoral comprenant les Français (hommes et femmes) âgés de plus de 25 ans inscrits au rôle des contributions.                        | Les États généraux se réunissent en mai. En juin, les députés réformateurs se proclament en Assemblée nationale, se dotant de pouvoirs constitutionnalisants et législatifs.     |